# Biosphärenreservat Clayoquot Sound
Das Biosphärenreservat Clayoquot Sound (englisch Clayoquot Sound Biosphere Reserve, französisch Réserve de biosphère de Clayoquot Sound) ist ein im Jahr 2000 von der UNESCO anerkanntes Biosphärenreservat aus dem Programm Der Mensch und die Biosphäre (englisch Man and the Biosphere Programme (MAB)) im Südwesten der kanadischen Provinz British Columbia, an der Westküste von Vancouver Island. Das Biosphärenreservat dient dem Schutz der Küstengewässer des Clayoquot Sound und dem in den angrenzenden Landflächen vorkommenden gemäßigten Regenwald des Pazifischen Nordwestens sowie dem Schutz des kulturellen Erbes der hier ansässigen First Nations.
Das Biosphärenreservat Clayoquot Sound ist eines von derzeit 19 Biosphärenreservaten in Kanada und neben dem Biosphärenreservat Mount Arrowsmith sowie dem Biosphärenreservat Átl'ka7tsem/Howe Sound eins von drei dieser Schutzgebiete in der Provinz.
Siedlungsschwerpunkt ist die Kleinstadt Tofino, jedoch finden sich auch zahlreiche Indian reserves verschiedenen Gruppen der Nuu-chah-nulth, hier hauptsächlich der Hesquiaht, der Ahousaht und der Tla-o-qui-aht im Biosphärenreservat. Im Gebiet legen geschätzt etwa 5000 Menschen. Durch den Tourismus, mit Schwerpunkt Tofino und Pacific-Rim-Nationalpark, kommen jährlich nochmal etwa 1.000.000 Menschen in die Region. Der Zugang zum Park erfolgt in der Regel über den Highway 4.

## Schutzgebiet
Das Biosphärenreservat hat eine Gesamtfläche von rund 349.364 Hektar (ha), welche sich aus einer Landfläche von rund 258.419 ha sowie einer Wasserfläche von etwa 90.945 ha zusammensetzt und es erstreckt sich von der Hesquiat-Halbinsel im Nordwesten bis etwas südlich des Long Beach im Südosten. Im Westen folgt die Ausbreitung verschiedenen Wasserscheiden in den Küstenbergen der Vancouver Island Ranges.
Das Schutzgebiet gliedert sich dabei jeweils in Kernzonen, Pufferzonen sowie Übergangszonen. Zu den Kernzonen gehören unter anderem die im Park gelegenen Provincial Parks:
- Clayoquot Arm Provincial Park
- Clayoquot Plateau Provincial Park
- Dawley Passage Provincial Park
- Epper Passage Provincial Park
- Flores Island Marine Provincial Park
- Gibson Marine Provincial Park
- Hesquiat Lake Provincial Park
- Hesquiat Peninsula Provincial Park
- Kennedy Lake Provincial Park
- Kennedy River Bog Provincial Park
- Maquinna Marine Provincial Park
- Strathcona Provincial Park (Teile)
- Sulphur Passage Provincial Park
- Sydney Inlet Provincial Park
- Tranquil Creek Provincial Park
- Vargas Island Provincial Park

Teile des Pacific-Rim-Nationalparks, hier der Bereich der sogenannten Long-Beach-Unit, gehören ebenfalls zum Biosphärenreservat. Obwohl vom Biosphärenreservat umgeben, gehört Meares Island nicht zum Schutzgebiet.